# 大國之魂
《大國之魂》是鄧賢完成於1990年的小說，是有關中國遠征軍於緬甸抗日的故事。
一九四一年底，在抗日戰爭最難苦的階段，中華民國政府派中國遠征軍出兵緬甸，與侵緬日軍爭奪滇緬公路這一條唯一的西方物資補給綫。中國遠征軍歷經失敗挫折，與日軍進行慘烈殊死的決鬥，歷三年又三個月，終以勝利告終。
本書寫及不少抗戰名將，如拯救英軍的孫立人將軍，戰死沙場的戴安瀾將軍。此外還有蔣介石、杜聿明、美軍司令史迪威等。然此書内容錯的也多。如近年網上有人杜撰孫立人曾下令將1200名日軍俘虜中所有到過中國的都活埋，僅一名台灣新兵未到過中國而倖免於難。此無稽之談便是出自此書（1990年版356頁）。
本書作者自稱其父是當年中國駐印軍戰士，母親是蔣緯國妻侄女。